# CUSTOM MECH WARS -カスタムメックウォーズ-
『CUSTOM MECH WARS -カスタムメックウォーズ-』は、ディースリー・パブリッシャーより2023年12月14日に発売されたゲームソフト。公式ジャンル名は「魔改造メカアクションシューティングゲーム」。略称は「CMW」や「カスメ」など。

## 沿革
2023年8月25日、ディースリー・パブリッシャーはX（旧Twitter）上に「PROJECT CMW（仮）」の公式アカウントを開設し、新作ゲームの情報を8月29日に公開する予定である旨を発表した。8月29日に「カスタムメックウォーズ」というタイトルを明かし、公式サイトの開設やトレーラーの公開がなされ、2023年冬に発売することを公表した。
9月21日から24日にかけて開催された東京ゲームショウ2023では試遊台が設置された他、発売日が12月14日であることが公表された。10月27日にはPS5にてTGS試遊版とほぼ同等のプロトタイプ版を公開し、ユーザーから意見を募りフィードバックした。プロトタイプ版の公開に伴い10月27日から11月5日にかけて「とにかくカッコイイ機体」をテーマとした「カスタムメックウォーズ魔改造コンテスト（リハーサル）」をX（旧Twitter）上で開催し、11月10日から26日にかけて「とにかく速そうな機体」をテーマに「カスタムメックウォーズ魔改造コンテスト（リハーサル第2回）」を開催した。
PS5版の予約特典として、PS5版では12月11日からアーリーアクセスが開始された。12月14日から正式に発売開始。翌15日から2024年1月8日にかけて「アブナイ機体」をテーマとした「カスタムメックウォーズ魔改造コンテスト」が開催された。

## システム

### 魔改造システム
プレイヤーは自作したロボット（Gメック）を操縦しミッションに臨むことになる。「魔改造システム」と呼ばれるカスタムシステムを実装しており、ハンガーで機体を自由に作り上げることができる。頭や腕などあらゆるパーツは複数搭載可能で、そのパーツの設置位置や角度も自由である。機体の軸となる脚部が1パーツだけでもあれば出撃可能である。パーツ同士の接合も厳密に考える必要はなく、空中にパーツを浮かせたりもできる。
パーツには脚部や頭部といった「キーパーツ」、マシンガンやサーベルなどの「攻撃パーツ」、外見のアクセント調整や増加装甲にもなる「アクセサリー」の3種類に大別できる。
すべてのパーツにはS、M、Lの3つのサイズがあり、小さいほど軽くて脆く、大きいほど重くて頑丈である。サイズが別々であっても重量制限内や設置限界数以内なら取り付けることができる。アクセサリーに限り、いずれのサイズでもある程度大きさの調整が可能である。パーツ単位で色や質感、迷彩の調整ができる。
ミッションで敵を倒すとパーツをドロップすることがある。一度手に入れたパーツは、開発部で鉱石を使用して生産することができる。

### ミッション
難易度はEASY、NORMAL、HARD、HARDEST、NIGHTMAREの5段階からなる。一周目ではHARDまでの難易度しか選択できないが、一周クリアするとHARDESTとNIGHTMAREが開放される。高難易度ほど高性能なものや大型のパーツが出やすくなっている。一度上位の難易度をクリアすると下位の難易度もクリアしたことになる。
出撃できる機体は最大5種類で、ミッション中に呼び出すことができる。機体から降りたり壊されたりするとプレイヤーはパイロット状態になる。これは生身の人間の状態で、新たな機体を呼び出したり、マップに配置されている施設を起動させたり、バズーカで敵にダメージを与えたり、敵機を鹵獲する「C.E.M.P」を撃ち込むことができる。
敵を倒すとランダムにアイテムをドロップし、種類は強化アイテムボックス、パーツボックス、スペシャルアイテムの3種類からなる。強化アイテムボックスとパーツボックスは、それぞれミッションクリア後にパーツが強化されたりパーツが手に入ったりする。スペシャルアイテムは様々な効果を持つアイテムで、スピードアップやアタックアップなどがランダムに取得され、そのミッションの間だけ任意のタイミングで発動できる。

## ストーリー

### キャンペーン
近未来の世界。外宇宙望遠鏡が太陽系に接近する彗星を発見した。軌道計算によれば地球への衝突軌道はとらないものの、その大きさから地球にもたらす影響は凄まじいものであり、地殻変動や火山噴火、通信障害など想定される被害は甚大であった。この彗星は「アスガルズ彗星」と名付けられ、人類はその対処に追われることとなる。
人類は大規模な避難計画を実行し、被害が大きいと予測される地域の住民や財産をシェルターや他の土地に移住させた。彗星が去るまで一時的に放棄された都市機能の維持は自律思考AIを搭載した警備ロボット「Gメック」が担うようになった。
Gメックを運用する企業のひとつが「47警備保障」であり、管轄区域にて無人Gメックでは担えない範囲の業務を有人操縦のGメックで処理していた。ある日、「主人公」は47警備保障にアルバイトとして入社し、先輩の「バイトリーダー」と共に、廃棄が決定したGメックの処分をしていた。その最中に大規模な地震が発生。ほぼ同時にFJ山も噴火し、自律思考AIを搭載したGメックも暴走を開始する。47警備保障は暴走Gメックの鎮圧業務に奔走し、次第に戦いは世界規模の大規模なものとなっていく。

### サイドストーリー
「地球防衛軍コラボエディション」に収録されるストーリー。10種のストーリーミッションからなり、前半では超古代兵器との戦いが描かれ、後半では希少鉱石の捜索が描かれる。
47警備保障の管理区域にてアナーキズム集団「ステラーユニオン」が地下から発掘した超古代兵器を戦力化していた。47警備保障はこうした超古代兵器をステラーユニオン側の呼称をもとに「EMC」や「NIX」といったネームを振り分け、最終的にステラーユニオンの「BRM」との戦いに臨む。
その後、47警備保障は彗星の影響で落着する小惑星の隕石から見つけられる「希少鉱石」を探すこととなる。しかし現地ではワゴン型の暴走Gメックによって多くが運び出されており、暴走Gメックらは港湾部に捨て置かれた巨大なクレーンを復活させようとしていた。

## 設定
Gメック
最も普及している多用途作業用ロボット、またはそれに準じる機械の総称。
構成パーツの互換性に特化しており、パーツを組み替えることで用途に合わせた機体が作れる。自律思考AIを搭載した無人機は世界中に普及しており、人間に代わってあらゆる作業を担う。作中では自律思考AIを搭載した機体が暴走することとなる。
アスガルズ彗星
外宇宙望遠鏡トリリオンによって発見された彗星。外宇宙から太陽系へ飛来した。地球へ衝突する可能性は低いと見られているものの、地球近傍を通過するだけでインフラの崩壊や地殻変動、海面水位の変動、群発地震、火山噴火といった災害が発生すると見られている。
アスガルズ・コア
地球への衝突軌道をとったアスガルズ彗星に向けてミサイル攻撃した結果、その形状が大きく変化したもの。地球周回軌道をとる。
47警備保障（Four Seven Security Service, FSSS）
アスガルズ彗星がもたらす災害に備えて、住民が避難した無人の都市を管理する無数の民間警備会社のひとつ。舞台となる国の行政区画数が名前の由来であり、将来的には国内全域のサポートを目標としている。
戦闘の激化により国防軍の傘下となり「第47独立機構分隊」や「ユニット47」と呼ばれるようになる。
宇宙気象庁
彗星災害の調査や対策を目的とした行政機関。彗星関連の観測データの解析や、彗星天気予報の放送などをおこない、被害を最小限に抑えるよう活動している。
国防軍
舞台となる国を防衛する軍事組織。専守防衛をモットーとしている。
UMSMS（Un-Manned Special Mobile Squadron）
特務大佐が編成した無人特殊機動部隊。最新のロボット技術とAIを採用したGメック部隊。特務大佐と共に軍を離反し行方をくらませる。

## 登場人物
主人公（バレット・1）
声 - 大桃陽介、関根明良
47警備保障にアルバイトとして入社した人物。設定から男女の切り替えが可能である。
アルバイト初日にGメック暴走事件が発生し、以降も暴走Gメックとの戦いを続けていく。47警備保障が国防軍の傘下になった際にバレット・1のコールサインが与えられる。国防軍でさえ驚嘆するほどの戦果を上げ続け、最終的に特務大佐と対峙する。
バイトリーダー（バレット・2）
声 - 岡本信彦
主人公に先輩として仕事を教える人物。主人公と共に暴走Gメックと戦い続ける。47警備保障が国防軍の傘下になった際にバレット・2のコールサインが与えられる。
社長
声 - 三石琴乃
47警備保障の社長。ブリーフィングを担う。優れた技術者でアブシディを開発するが、親族経営の家庭であったため47警備保障の社長となった。暴走Gメックによって自社の業務正常化どころではなくなり、各所から仕事を得られるよう営業に奔走する。
マネージャー
声 - Lynn
47警備保障の管理部に所属する。主人公やバイトリーダーに作戦や戦闘に関する指示を出し、国防軍など別組織との連携に際しては取り次ぎ役をこなす。
整備主任
声 - 前田雄
47警備保障の技術部で主任を務める。撃破したGメックのジャンクから使えそうなパーツを回収している。
アビー（アブシディ）
声 - 深月みな　特殊AI声 - 檜山修之、井上喜久子、椎名へきる、金田朋子
社長が人間との共存を目指して作ったAI。正式名称は「ABCDE」であり、アルファベットを順に並べたものである。アブシディと呼ばれるが、愛称としてアビーとも呼ばれる。人間の補佐を目的とした対話型インターフェイスでありGメックの暴走に巻き込まれることはない。
「魔改造セット」がある場合、通常のボイスに加えてカスタムボイスとして「熱血AI」、「お姉さんAI」、「お嬢様AI」、「暴走AI」が選択可能になる。
監察官
声 - 上間江望
宇宙気象庁に所属し、彗星天気予報のキャスターを務める。
国防軍の傘下となった47警備保障に出向して監察官を担い、共同してGメックの行動を予測するための情報収集を担う。
特務大佐
声 - 藤堂駿介
国防軍に所属する。外宇宙望遠鏡「トリリオン」を開発し、アスガルズ彗星を発見した人物。整備主任によれば、彗星発見後に軍属となり兵器開発を担うようになったという。
アスガルズ彗星の破壊を目的とした「流星作戦」において指揮を担うが、多くの部下を失う。その後、UMSMSを率いて軍を離反し、シンギュラリティを起こしたAIによって人類が統治される未来を目指しユニット47と対峙する。

## 主題歌
テーマソング
「IT'S TIME TO SCREAM」
作詞・作曲 - YOFFY / 編曲 - 大石憲一郎、YOFFY / 歌 - サイキックラバー
エンディングソング
「Twilight」
作詞 - 麻生祥一郎 / 作曲 - 古屋敏之 / 編曲・歌 - ハミング・バード / 録音＆ミックス - 有馬英之

## 特典・DLC
パッケージ版とダウンロード版が発売された。パッケージ版は「スタンダードエディション」のみで、ダウンロード版では「通常版（スタンダードエディション）」、「地球防衛軍コラボエディション」、「アルティメットエディション」の3種類が発売された。
パッケージ版とダウンロード版共に初回封入特典（早期購入特典）として、サムライメイデンとコラボした頭部パーツ「ガールヘッド」が付属した。
パッケージ版では店舗特典が設定され、D3P WEB SHOPでは武器パーツ「ライフル-P-101Σ」、GEOでは武器パーツ「ミサイル2連ランチャー-N-532Σ」、Amazonでは武器パーツ「ロケットランチャー-N-53Σ」、Joshinでは武器パーツ「ショットガン-N-33Σ」、ebtenでは様々な物品が含まれる「ファミ通DXパック」が同梱した。ファミ通DXパックは47警備保障のエンブレムをデザインしたパスケース、タイトルロゴがデザインされたTシャツ（サイズ選択可能）、メインビジュアルを使用したアクリルパネル、並びに武器パーツ「サブマシンガン-N-162Σ」のダウンロードコードがセット化されている。
ダウンロード版では予約特典として10％オフ割引（PS5版はPS Plus加入者のみ）の他、バレットガールズ、オメガラビリンス、ドリームクラブとコラボした脚部パーツ「痛車BG-L」「痛トラックOL-L」「痛電車DCC-L」の3種類が付属し、PS5版では72時間のアーリーアクセス権が付与された。
地球防衛軍コラボエディションでは、10種の追加ミッションがサイドストーリーとして収録され、この追加ミッションを攻略すると地球防衛軍シリーズに登場するバルガやバラム、ニクス、コンバットワゴン、EMC、EDFエンブレムに関連する様々なパーツが入手できる。
アルティメットエディションでは上記の地球防衛軍コラボエディションに含まれる内容に加え、サムライメイデン、バレットガールズ、オメガラビリンス、ドリームクラブとのコラボパーツが複数種手に入る他、作中に登場するAI「アブシディ」の声を変更するカスタムボイス機能が追加され、デフォルトの音声とは別に、熱血AI、お姉さんAI、お嬢様AI、暴走AIの4種が加えられ設定から変更可能となる。
各種エディションの要素は追加購入することが可能で、別途「地球防衛軍コラボセット」、「魔改造セット」、「アルティメットアップグレードセット」が販売されている。
2024年12月20日、発売一周年を記念して、新たなDLCとして頭部パーツ「ガールヘッドB」が無料で配信された。

## 開発
プロデューサーの内田陽介によれば、ロボットゲームという枠組みの中でもカスタマイズ性の部分を一番のウリとしてユーザーに認められるゲームを目指したという。また、サブターゲット層としてサンドボックス系やクラフト系が好きな人などを想定していた。企画の立ち上がりは2021年夏頃で、開発規模としては内田によれば「ディースリー・パブリッシャーの中ではかなり頑張っている方」としている。
本作の発表タイミングはアーマード・コアVIの発売から4日後であり、大きな反響を呼んだ。内田によれば、これは本作の発売時期から逆算して情報公開するタイミングをマーケティングプランなどを踏まえたところ8月頃となり、カレンダーを見たら「ロボットゲーム熱」が高まっていそうなタイミングがあり若干意識したという。ユーザーからの反響は想定を超えており、美少女系ゲームであればある程度反応を想像できる部分もあったが、本作ではターゲット層が従来のディースリー・パブリッシャーにはない層で、完全新規IPでもあったため読めなかったという。内田はロボットゲームには熱があると感じる一方で、ゲーム業界ではニッチでマニアックなジャンルと言われる事も多く、加えてディースリー・パブリッシャーはロボットゲームが期待されている企業ではないため、ユーザーから全く反応がない「無風」も想定していたという。
東京ゲームショウ2023でインタビューを受けた内田は開発の厳しい面を見せ、「12月発売の作品だとこの時期（9月）には90％程度完成してあとはデバッグを残すだけ、みたいなことも多いですが本作はまだ60％くらい」と述べている。
プロトタイプ版を公開後、厳し目な意見が多く出たが、何もフィードバックも来ない状態より良い傾向であると内田は述べた。プロトタイプ版は東京ゲームショウで公開した9月時点のバージョンであり、7月時点で先行して追加予算が降りたり新たな人員が投入されたりしており、製品版までに改善の準備期間はあるという見立てを示した。もともとはロボットの重量感が感じられる操作感を優先していたが、プロトタイプ版での反響ではスピーディな動きを求める声が多く、既存のゲームバランスなどを崩さないよう調整しながら取り入れていった。パーツ破壊については、「ダメージを受けて破壊され、見た目が変わるのが嫌だ」という意見が想定よりも多かったという。パーツ破壊をすべて無くすのは難易度などに大きな影響を与えるほか、パーツ破壊に肯定的な意見も少なからずあったため、ゲームクリア後のおまけ要素として「パーツが破壊されても見た目が変わらない」オプション設定を追加した。
本作の開発チームは地球防衛軍シリーズを開発しているサンドロットとは関わりがなく、開発チームがアドバイスを受けるといったことはなかった。ただし、内田は地球防衛軍のファンであり、開発チームにもロボット版地球防衛軍みたいなゲームが作れたらいいよねといった声が企画段階からあり、少なからず参考にした部分はあるという。
プロモーション動画では宣伝用に内田が作ったロボが公開されたが、最も反響があったのは「ドリル◯◯◯ロボ」だったという。